# 극장판 프리큐어 올스타즈 봄의 카니발♪
《극장판 프리큐어 올스타즈 봄의 카니발♪》(일본어: 映画 プリキュアオールスターズ 春のカーニバル♪)은 2015년 애니메이션 영화이다.